# 헬리오 특공작전
헬리오 특공작전(Murderers' Row)은 미국에서 제작된 헨리 레빈 감독의 1966년 액션, 모험, 드라마 영화이다. 딘 마틴 등이 주연으로 출연하였고 얼빙 알렌 등이 제작에 참여하였다.

## 출연

### 주연
- 딘 마틴
- 앤 마그렛
- 칼 말든
- 카밀라 스파브

### 조연
- 제임스 그레고리
- 비벌리 애덤스
- 리처드 이스덤
- 톰 리스
- 듀크 하워드
- 테드 하트리
- 마르셀 힐레어
- 데시 아나즈 주니어

## 제작진
- 원작자: 도널드 해밀턴
- 프로듀서: 아이반 보크먼
- 협력프로듀서: 유언 로이드
- 미술: 조셉 C. 라이트
- 특수효과: 대니 리